# Looprichting
De term looprichting duidt op de conforme vezelrichting in fabrieksmatig geproduceerd papier. 

## Fabricage
Dit papier wordt in lange banen op een langzeefmachine gefabriceerd. Deze machine bestaat uit een eindeloze zeef die op een lopende band lijkt. De sterk verdunde papierpulp wordt gelijkmatig op de zeef gespoten. Tijdens het lopen van de zeef dikt de pulp in, waarbij het water door de zeef wordt afgezogen. De cellulosevezels in de pulp komen grotendeels, door de beweging van de zeef, evenwijdig in de looprichting van de papierbaan te liggen.
Als het papier gesneden wordt kunnen de vezels in de lengterichting van het papier komen te liggen; dit wordt langlopend (LL) genoemd. Een vel A4 is meestal langlopend gesneden, omdat dit de verdere automatische verwerking van het blad ten goede komt en omdat het zo optimaal uit grotere formaten kan worden gesneden.

## Overige eigenschappen
Voor de looprichting hanteert men de volgende termen:
- Breedlopend (BL): de vezels liggen evenwijdig aan de korte kant van het papiervel
- Langlopend (LL): de vezels liggen evenwijdig aan de lange kant van het papiervel

Bij het binden van een boek wordt een goed resultaat verkregen als de looprichting van het papier evenwijdig aan de rug is.
Handgeschept papier en papier dat op een rondzeefmachine is gemaakt, heeft geen looprichting: de vezels lopen kriskras door het papier.